# Обертраун
Обертраун (нем. Obertraun) — коммуна (нем. Gemeinde) в Австрии, в федеральной земле Верхняя Австрия. 
Входит в состав округа Гмунден.  Население составляет 745 человек (на 31 декабря 2005 года). Занимает площадь 88 км². Официальный код  —  40712.

## Политическая ситуация
Бургомистр коммуны — Эгон Хёлль (СДПА) по результатам выборов 2003 года.
Совет представителей коммуны (нем. Gemeinderat) состоит из 12 мест.
- СДПА занимает 8 мест.
- АНП занимает 4 места.

## Туризм
Пять пальцев — бесплатная смотровая площадка в Австрийских Альпах.